# 爆炸

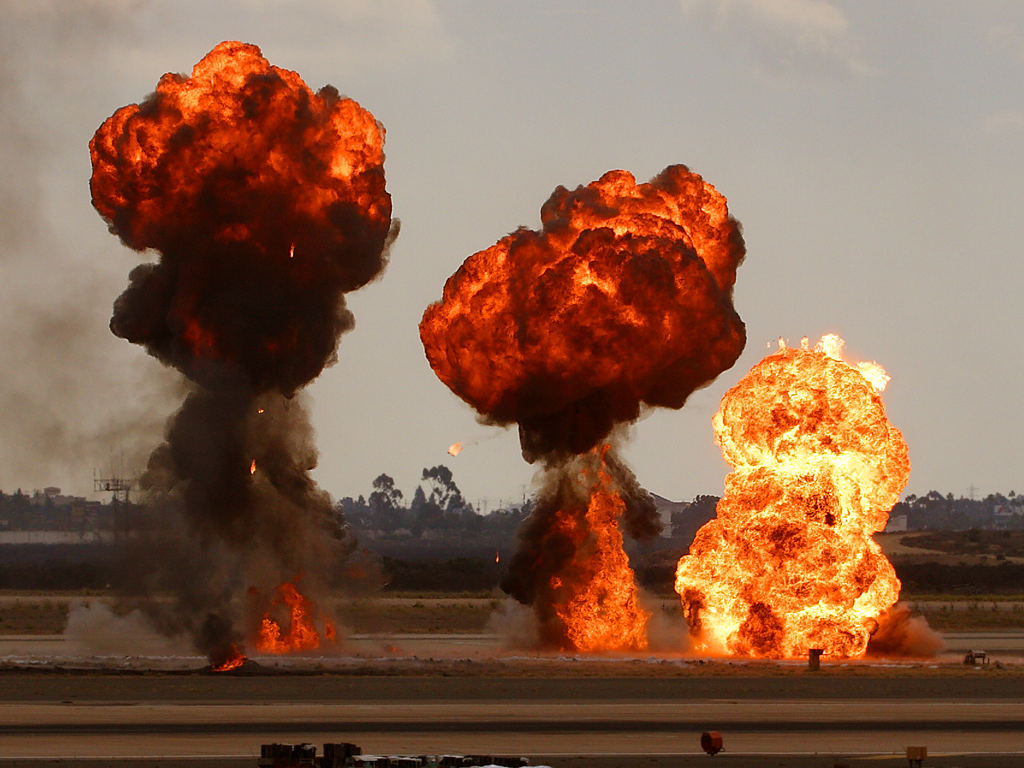
爆炸

爆炸是某一物质系统在发生迅速的物理变化或化学反應时，系统本身的能量借助于气体的急剧膨胀而转化为对周围介质做机械功，通常同时伴随有强烈放热、发光和声响的效应。
爆炸的定義主要是指在爆炸發生當時產生的穩定爆轟波，也就是有一定體積的氣體在短時間內以恆定的速率、輻射性地高速脹大（壓力變化），沒有指明一定要有熱量或光的產生。
由於急劇的化學反應在一定被限制的環境內導致氣體劇烈膨脹，這能使密閉環境的外壁損壞甚至破裂、粉碎造成爆炸的效果。爆炸還會破壞附近之物體與生物個體。另外天體撞擊或雷擊時引發之物理變化（包括伴隨著之物體碎裂飛散與閃光等）亦可稱為爆炸。
爆炸可分為爆轟和爆燃，只是強度差別。
在一般中學課程中，會有檢測物質這一課程，其中檢測氫的方法就是在空氣中燃燒氫氣，並會發出爆鳴聲，當中的爆鳴聲是來自氫與氧的結合時所瞬間釋出的能量，此情況亦為爆炸，只是規模較小。

## 著名爆炸事件
- 王恭厰大爆炸（中国北京）
- 通古斯大爆炸（俄罗斯西伯利亚）
- 死丘事件（印度）
- 1991年光明烟花厂大爆炸（马来西亚雪兰莪）